# Lincoln (hrabstwo Vilas)
Lincoln – miasto w Stanach Zjednoczonych, w stanie Wisconsin, w hrabstwie Vilas.